# Rossi di sera
Rossi di sera è stata una trasmissione radiofonica in onda dal lunedì al venerdì su Radio Deejay alle 18.30 nella stagione 2012/2013.
La prima puntata del programma, condotto da Laura Antonini e Rudy Zerbi, è andata in onda il 3 settembre 2012. Ha segnato il debutto della Antonini nel palinsesto settimanale dell'emittente, dopo diverse stagioni di conduzione al weekend; i due conduttori hanno cominciato a lavorare insieme nel 2010, conducendo il programma della domenica sera Rudy Sunday, esperienza poi sfociata nell'estivo spin off Rudy Summer e infine in un programma giornaliero.
La trasmissione, che ogni giorno cambia argomento e si basa sull'interazione degli speaker con il pubblico da casa attraverso sms, mail e social network, ha sostituito nella sua fascia oraria il noto Platinissima, talk d'approfondimento condotto da oltre dieci anni da Platinette.
Tra le rubriche fisse, la "Hit Parade" di Rudy Zerbi, ovvero una breve classifica in cui viene esposto un breve elenco di oggetti, canzoni o quant'altro che sia inerente al tema principale della puntata.
La sigla della trasmissione, nei primi mesi, era un insieme di frasi pronunciate da Vasco Rossi e Valentino Rossi e brani musicali, tra cui Rosso relativo di Tiziano Ferro; il tema portante era infatti il rosso, che a sua volta è stato sfruttato come titolo del programma riprendendo un celebre proverbio e il colore dei capelli dei conduttori, che sono (ed erano), per l'appunto, rossi. Dal gennaio 2013 viene sfruttata una nuova sigla, realizzata appositamente dai Power Francers. La trasmissione termina a fine giugno e non verrà riproposta l'anno successivo.